# Dubbelseende
Dubbelseende eller diplopi innebär att man ser två objekt när det bara finns ett. Symtomet kan bland annat uppstå på grund av fel i ögonen i form av skelning eller brytningsfel, eller i syncentrum i hjärnan. Dubbelseende kan även uppstå på grund av ögonmuskelpares eller rörelseinskränkning i någon del av ögonmuskulaturen.